# کانون وکلای کانادا
کانون وکلای کانادا (CBA) (به فرانسوی: Association du barreau canadien (ABC)) بیش از ۳۷۰۰۰ وکیل، دفتر اسناد رسمی، استادان حقوق و دانشجویان رشته حقوق از سراسر کانادا را در عضویت دارد.

## تاریخچه
اولین نشست سالانه انجمن در سال ۱۸۹۶ در مونترال برگزار شد. با این حال، کانون وکلای کانادا از سال ۱۹۱۴ به شکل فعلی خود به شکل مداوم وجود داشته‌است.

## اهداف
کانون وکلای کانادا یک کانون وکلای داوطلبانه برای اعضای حرفه حقوقی است. هدف اصلی آن خدمت به اعضای آن است. ارائه دهنده برتر توسعه شخصی و حرفه ای و پشتیبانی از اعضای حرفه حقوقی است. این سیستم عدالت را ترویج می‌کند، اصلاح قانون را تسهیل می‌کند، رفع تبعیض و برابری را در حرفه حقوقی ترویج می‌کند. CBA یک سازمان برتر است که متعهد به تقویت منافع حرفه ای و حمایت از استقلال دادگستری و وکلا است.
این انجمن از طریق کار بخش‌ها، کمیته‌ها، همایش‌ها و نیروهای کار در سطح ملی و شعب، اهداف خود را پیش می‌برد. عضویت همه افراد داوطلبانه است، تقریباً نیمی از وکلا در کانادا متعلق به کانون وکلا کانادا هستند.

## سازمان
دفتر اصلی کانون وکلای کانادا در اتاوا واقع شده‌است. دفتر اصلی با داشتن تعداد ۸۰ نفر، نظارت قانونی و ارتباط را در اختیار اعضا قرار می‌دهد عضویت، ادامه تحصیلات حقوقی، ترجمه، هماهنگی جلسات، حسابداری، پردازش داده‌ها، ارتباطات، چاپ و خدمات حرفه ای. وب سایت و بانکهای اطلاعاتی انجمن توسط دفتر اصلی اداره می‌شوند.
تصمیمات توسط شورا اتخاذ می‌شود که دو بار در سال (فوریه و آگوست) تشکیل می‌شود و تقریباً ۲۲۵ عضو رأی دهنده نماینده عضویت در سراسر کانادا هستند. اعضای شورای ملی خزانه دار و معاون دوم رئیس را انتخاب می‌کنند.
۳۲ بخش ملی کانون وکلا کانادا زمینه ای برای توسعه تخصص‌های فردی فراهم می‌کند. این بخش اطلاعات مربوط به حوزه‌های خاص قانون را در اختیار اعضای انجمن قرار می‌دهد. در کنار کمیته‌های دائمی، کارگروه‌ها و کنفرانس‌ها، این بخش‌ها به وکلای فردی فرصت می‌دهند تا از تحولات فعلی قانون به روز باشند و از طریق خبرنامه‌ها، وب و جلسات اطلاعاتی را در اختیار آنها قرار دهند.
کانون وکلا کانادا همچنین با چندین انجمن بین‌المللی از جمله انجمن وکلای مشترک‌المنافع، کانون وکلای بین‌المللی، کانون وکلا آمریکا وکمیسیون بین‌المللی قضات وابسته است. این انجمن همچنین ارتباط مستقیمی با کانون وکلای دادگستری آمریکا دارد.